# Андреев, Алексей Владимирович (горняк)
Алексе́й Влади́мирович Андре́ев (1911, Париж — 1988, Москва) — советский учёный-горняк, специалист по теории транспорта на открытых горных разработках, один из создателей теории транспортных машин. Доктор технических наук, профессор Московского горного института.

## Биография
Родился в Париже, его отец был членом партии социал-революционеров и находился во Франции в эмиграции. В Россию он возвратился в 1912 г.
Самостоятельная жизнь А.В. Андреева началась довольно рано, с 1927 г., когда он поступил в ФЗУ им. Тимирязева в Ленинграде. После окончания ФЗУ был слесарем, бригадиром слесарей, по мобилизации комсомола работал на лесозаготовках, строил Комсомольск-на-Амуре, был даже инструктором по колхозному строительству. Возвратившись в 1934 г. в Москву по призыву в армию, заболел сыпным тифом и получил отсрочку. В этом же году стал работать механиком на автобазе.
Принимал активное участие в строительстве Московского метро, откуда и был направлен на учебу в Московский горный институт (сейчас - Горный институт НИТУ "МИСиС"), с которым в дальнейшем и связал свой жизненный путь, пройдя его от ассистента до профессора кафедры «Транспортные машины», возглавляемой А.О. Спиваковским.
В период Великой Отечественной войны был офицером разведки дивизионного артиллерийского полка. Освобождал Польшу, Германию, Австрию, Чехословакию. В боях под Ленинградом принимал участие в разгроме немецкой дивизии «Мертвая голова».
После окончания службы в армии в 1947 г. поступил в аспирантуру при кафедре «Транспортные машины», которую закончил защитой кандидатской диссертации в 1950 г., в 1961 г. защитил докторскую диссертацию.

## Научная и педагогическая деятельность
Крупный специалист по теории транспорта на открытых горных разработках, один из создателей теории транспортных машин. Ученик А.О. Спиваковского.
Его перу принадлежит более 100 печатных трудов и изобретений, среди них неоднократно переиздававшиеся учебники и монографии, подготовлено более 20 кандидатов наук.
Профессор А.В. Андреев имел тесные связи с промышленностью: успешно занимался внедрением мощных конвейеров на Михайловском карьере КМА и Балаклавском карьере.
Научные интересы его были весьма разнообразны и широки. Им разработан новый метод расчета концентрации местных напряжений применительно к вопросам горного дела, сделан вклад в основу теории фрикционного привода, разработана методика стендовых испытаний конвейерных лент. Одновременно он мог заниматься автоматизацией карьерного транспорта, совершенствовать конструктивные схемы тормозных устройств карьерного железнодорожного транспорта и разрабатывать новые способы очистки железнодорожных путей.

## Признание
Награжден орденами Красной Звезды, Отечественной войны II степени, медалями «За оборону Ленинграда» и «За победу над Германией в Великой Отечественной войне 1941—1945 гг.».